# Florilegus
Florilegus je rod dugorogih pčela iz porodice Apidae. U Florilegus postoji oko 14 opisanih vrsta. Ovaj rod naseljava Severnu i Južnu Ameriku.

## Vrste
Ovih 14 vrsta pripada rodu Florilegus:
- Florilegus affinis Urban, 1970
- Florilegus barbiellinii
- Florilegus condignus (Cresson, 1878)
- Florilegus festivus (Smith, 1854)
- Florilegus flavohirtus Urban, 1970
- Florilegus fulvipes (Smith, 1854)
- Florilegus isthmicus
- Florilegus lanierii (Guérin-Méneville, 1845)
- Florilegus melectoides (Smith, 1879)
- Florilegus pavoninus Cockerell
- Florilegus purpurascens Cockerell, 1914
- Florilegus riparius Ogloblin, 1955
- Florilegus similis Urban, 1970
- Florilegus tucumanus (Brèthes, 1910)

## Literatura
- Ascher, J.S.; Pickering, J. (2019). „Discover Life bee species guide and world checklist (Hymenoptera: Apoidea: Anthophila)”. Приступљено 2019-07-02.

## Spoljašnje veze
- Медији везани за чланак Florilegus на Викимедијиној остави